# Bandar Dalam (Pesisir Utara)
Bandar Dalam is een bestuurslaag in het regentschap Lampung Barat van de provincie Lampung, Indonesië. Bandar Dalam telt 12 inwoners (volkstelling 2010).